# Leucopis albostriata
Leucopis albostriata är en tvåvingeart som beskrevs av Leander Czerny 1936. Leucopis albostriata ingår i släktet Leucopis och familjen markflugor. Inga underarter finns listade i Catalogue of Life.